# Norbury Brook
Der Norbury Brook ist ein Wasserlauf im London Borough of Croydon und dem London Borough of Merton. Er entsteht nahe der Lower Addiscombe Road und fließt oftmals unterirdisch in nordwestlicher Richtung durch Selhurst, Thornton Heath und Norbury. Er mündet im Süden von Wimbledon in den River Wandle.

## Beschreibung
Ein kurzes Stück des Wasserlaufs ist im Süden von Norwood an der Heavers’ Meadow nahe dem Bahnhof Selhurst sichtbar. Dort verläuft der Norbury Brook in einem Betonkanal entlang einer Eisenbahnbetriebsanlage. Er kehrt an der Selhurst Road unter die Oberfläche zurück. Der Wasserlauf ist hier eingezäunt, da er bei Niederschlägen durch ablaufendes Oberflächenwasser innerhalb weniger Minuten erheblich anschwellen kann.
Der Wasserlauf kommt am Thornton Heath Recreation Ground wieder an die Oberfläche und verläuft im Westen des Parks. Auch hier fließt der Norbury Brook in einem Betonkanal, dessen niedriger Wasserstand bei Niederschlägen schnell ansteigen kann. Der Lauf setzt sich bis zum Norbury Park fort.
Der Norbury Brook verläuft bis zur Hermitage Bridge in westlicher Richtung als Grenze zwischen Norbury und Streatham an der London Road entlang. Westlich der Brücke wird der Wasserlauf zum River Graveney und mündet in den River Wandle.

## Namensgebung
Der Verlauf des Graveney wird bereits 1801 im Gesetz für den Bau des Croydon Canals erwähnt, hier noch als “it is ‘a certain watercourse or stream’” bezeichnet. 1812 trägt der Wasserlauf den Namen „Addiscomb Brook“, in Anlehnung an den Ort der Quelle. Seit 1865 wird der Oberlauf im Bereich von Norbury als „Norbury Brook“ und der Unterlauf ab Tooting Graveney Parish vom Ordnance Survey als „Graveney River“ bezeichnet.